# Mikie Mahtook
Michael Anthony Mahtook (né le 30 novembre 1989 à Lafayette, Louisiane, États-Unis) est un joueur de champ extérieur des Tigers de Détroit de la Ligue majeure de baseball.

## Carrière
Joueur à l'école secondaire, Mikie Mahtook est repêché au 39e tour de sélection par les Marlins de la Floride en 2008, mais il repousse l'offre pour joindre les Tigers de l'université d'État de Louisiane. Trois ans plus tard, les Rays de Tampa Bay utilisent le choix de première ronde obtenu des Yankees de New York comme compensation pour la perte de l'agent libre Rafael Soriano et font de Mahtook le 31e athlète sélectionné au total au repêchage amateur de 2011.
Il fait ses débuts dans le baseball majeur avec les Rays de Tampa Bay le 10 avril 2015. Son premier coup sûr dans les majeures est un coup de circuit contre Mark Buehrle des Blue Jays de Toronto le 15 avril 2015.
Après deux saisons à Tampa Bay, Mahtook est le 18 janvier 2017 échangé par les Rays aux Tigers de Détroit en retour de Drew Smith, un lanceur droitier des ligues mineures.